# Rigmor Theander
Rigmor Ingeborg Grundtvig Theander, född 22 september 1896 i Köpenhamn, död 1983 i Helsingör, var en dansk-svensk målare.
Hon var dotter till fotografen Ludvig Grundtvig och Hansine Elisabeth Petersen och från 1918 gift med Gunnar Theander. Hon studerade vid Marie Luplaus och Emilie Mundts målarskola i Köpenhamn 1909–1910 och vid Peter Olsen-Ventegodts målarskola 1911–1912 samtidigt studerade hon på kvällstid vid Köpenhamns Teknisk Skole. Hon reste därefter till Italien där hon studerade vid Accademia de belle Arti i Rom 1913–1914 som följdes av studier för Agnes Jensen i Köpenhamn 1915, Carl Wilhelmsons målarskola i Stockholm 1916–1917 och Ernst Goldschmidts målarskola i Köpenhamn 1917–1918. Hon vistades i Italien 1920–1926 och reste omkring mellan Tunis, Algeriet och Paris 1926–1929. Hennes konst består av skiftande motiv utförda i olja eller akvarell. Hon agerade medhjälpare ett flertal gånger till sin make Gunnar Theander i dennes större offentliga dekorativa arbeten.